# The President Is Missing
The President Is Missing est un jeu vidéo d’aventure développé par Cosmi Corporation et publié par Cosmi Corporation et MicroProse en 1988 sur Commodore 64 et IBM PC. Le jeu se déroule en 1996 alors que le président des Etats-Unis vient d’être enlevé par des terroristes lors d’un déplacement en Europe. Le joueur incarne un enquêteur chargé de le retrouver. Pour cela, il dispose d’un ordinateur, lui donnant accès aux dossiers de nombreux suspects potentiels, et peut faire appel à huit agents pour enquêter sur le terrain,,,. 